# Bocca Lorenza
Bocca Lorenza è una cavità profonda circa 36 metri, situata a quota 387 s.l.m. nel versante sud del monte Summano nel comune di Santorso ed è una delle più importanti grotte del Veneto per reperti ritrovati.

## Ritrovamenti
Agli inizi del Novecento avvennero i primi rinvenimenti casuali, seguiti negli anni successivi e in particolare agli inizi degli anni Sessanta da saggi di scavo che portarono alla luce manufatti in ceramica, selce, osso, corno, metallo, attualmente esposti in parte al Museo archeologico dell'Alto vicentino, in parte al Museo naturalistico archeologico di Vicenza, in parte conservati nella collezione privata Cibin-Gori.
I dati sul contesto stratigrafico riscontrato all'interno della grotta sono esigui e di non facile lettura, ma sicuramente il complesso dei ritrovamenti indica che la grotta, localizzata in zona di pascoli, è stata frequentata in diverse epoche protostoriche e storiche, per cui sono state formulate alcune ipotesi interpretative:
- che sia servita da ricovero temporaneo per gruppi di pastori durante il tardo Neolitico (fine IV/inizi III millennio a.C.) e nell'età del Bronzo (XVI/IX sec. a.C.), ma anche nell'età tardo-antica, medievale e moderna (IV/XVII sec. d.C.). Questa linea interpretativa è avvalorata dai numerosi frammenti di vasi di uso domestico, tra i quali le mastelle in ceramica pettinata di età medievale, usate come contenitori per alcuni tipi di cibi, come il latte;
- che sia stata utilizzata come grotta sepolcrale durante l'Eneolitico (metà III millennio a.C.), ipotesi suffragata dal ritrovamento di ossa umane, alcune parzialmente combuste, riferibili a più sepolture a inumazione, alle quali possono essere attribuiti, come corredo, i vari oggetti di ornamento (denti di animali forati, schegge di osso, conchiglie forate), le tre asce piatte in rame, un'olla con grandi anse a nastro decorata a cerchielli impressi e vari strumenti in selce[4];
- che sia stata adibita ad uso cultuale durante la seconda età del ferro (V/I sec. a.C.), uso documentato dal ritrovamento di vasetti miniaturistici e di vasi fini in argilla cinerognola.

## Itinerario didattico
Nel 2000 è stato inaugurato l'itinerario archeologico didattico alla grotta Bocca Lorenza, dopo gli interventi di messa in sicurezza e di dotazione di strumenti didattici, realizzati all'esterno e all'interno della grotta, per l'accompagnamento di scolaresche. È stata anche attrezzata, sulle pareti esterne della grotta, una palestra per permettere anche ai più piccoli di provare le tecniche di progressione su corda, seguiti da speleologi di provata esperienza e in totale sicurezza.
L'escursione ha l'obiettivo di far conoscere ai ragazzi la grotta sotto diversi aspetti:
- ritrovamenti archeologici effettuati all’interno della grotta
- osservazioni sulla formazione di stalattiti e stalagmiti
- osservazioni sui pipistrelli e sugli aspetti botanici
- informazioni sulla leggenda relativa all’origine del nome “Bocca Lorenza”[5]

## Accesso
Vi si accede facilmente dal centro di Santorso percorrendo un breve sentiero.